# Hangquellmoor Kupferberg
Das 19,5 ha große Naturschutzgebiet Hangquellmoor Kupferberg liegt nordöstlich der Stadt Wipperfürth im Oberbergischen Kreis und trägt die Schlüsselnummer GM-098.

## Beschreibung
Östlich von Kupferberg (Wipperfürth) liegt das Hang- und Quellmoor im Kattenbusch. Das Moor liegt am nach Nordwest geneigten Hang, an dessen Fuß die obere Hönnige fließt, und ist mit einer mehr oder weniger schütteren Vegetation der Glockenheiden bedeckt. Es gibt gepflegte, abgeplaggte und abgeschobene Bereiche, deren Wiederbesiedlung im Gange ist. Große Bestände bildet die Echte Glockenheide (Erica tetralix), Torfmoose (Sphagnum spec.), Rundblättriger Sonnentau (Drosera rotundifolia) und Moorlilie (Narthecium ossifragum), die alle zu den seltenen und besonders geschützten Pflanzenarten zählen. Dazu gehören auch das im Gebiet zu findende Gefleckte Knabenkraut (Dactylorhiza maculata agg.), der Gemeine Moor-Bärlapp (Lycopodiella inundata), die Sumpf-Schafgarbe (Achillea ptarmica) und der
Siebenstern (Trientalis europaea).
Angrenzend breiten sich teils junge, teils ältere Birken-Feucht- und Birken-Moorwälder aus, deren weitere Ausbreitung kontrolliert werden muss, da sie die Moorvegetation mittelfristig bedrohen wird. Im Osten schließt sich eine kleine Feuchtwiese an. Hangaufwärts, nach Süden hin, ist der Hang teils von Fichtenwäldern, teils von Eichenmischwäldern bestockt. Auf Windwurfflächen siedeln sich Birkenwälder an, teilweise ergänzt durch Fichtenaufforstungen. Im Südostteil befinden sich Quellbereiche mit einem zufließenden Bach, der von den Quellen durch einen Fischteich abgetrennt ist. Die Kontrolle der Mengen des Nährstoffeintrags über diese Quellen und den Bach ist für das Moor, welches am Rand davon berührt wird, von wichtiger Bedeutung. Moorrelikte sind im Bergischen Land sehr selten geworden, was dem Gebiet eine regionale Bedeutung verleiht und einen besonderen Schutz als Naturschutzgebiet erfordert. Entwicklungsziele sind die Erhaltung und Pflege der typischen Moorvegetation und die Schaffung ausreichend guter und großer Pufferzonen. Auch ist der Eintrag von Nährstoffen und Stickstoff möglichst zu reduzieren. Die Fichtenwaldbereiche sind weiterhin in lebensraumtypische Laubwälder umzuwandeln.

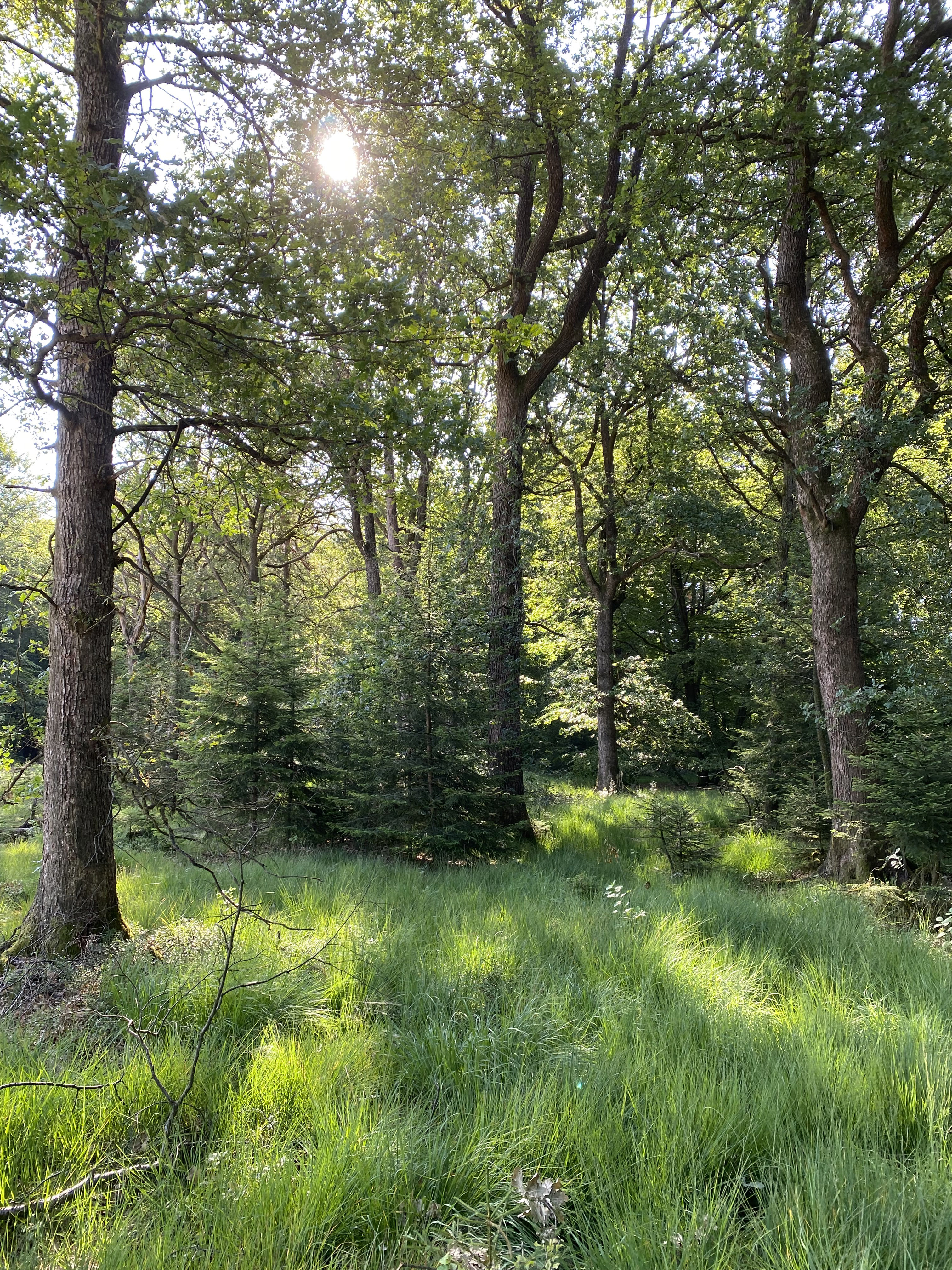
Eichenwald mit Pfeifengras
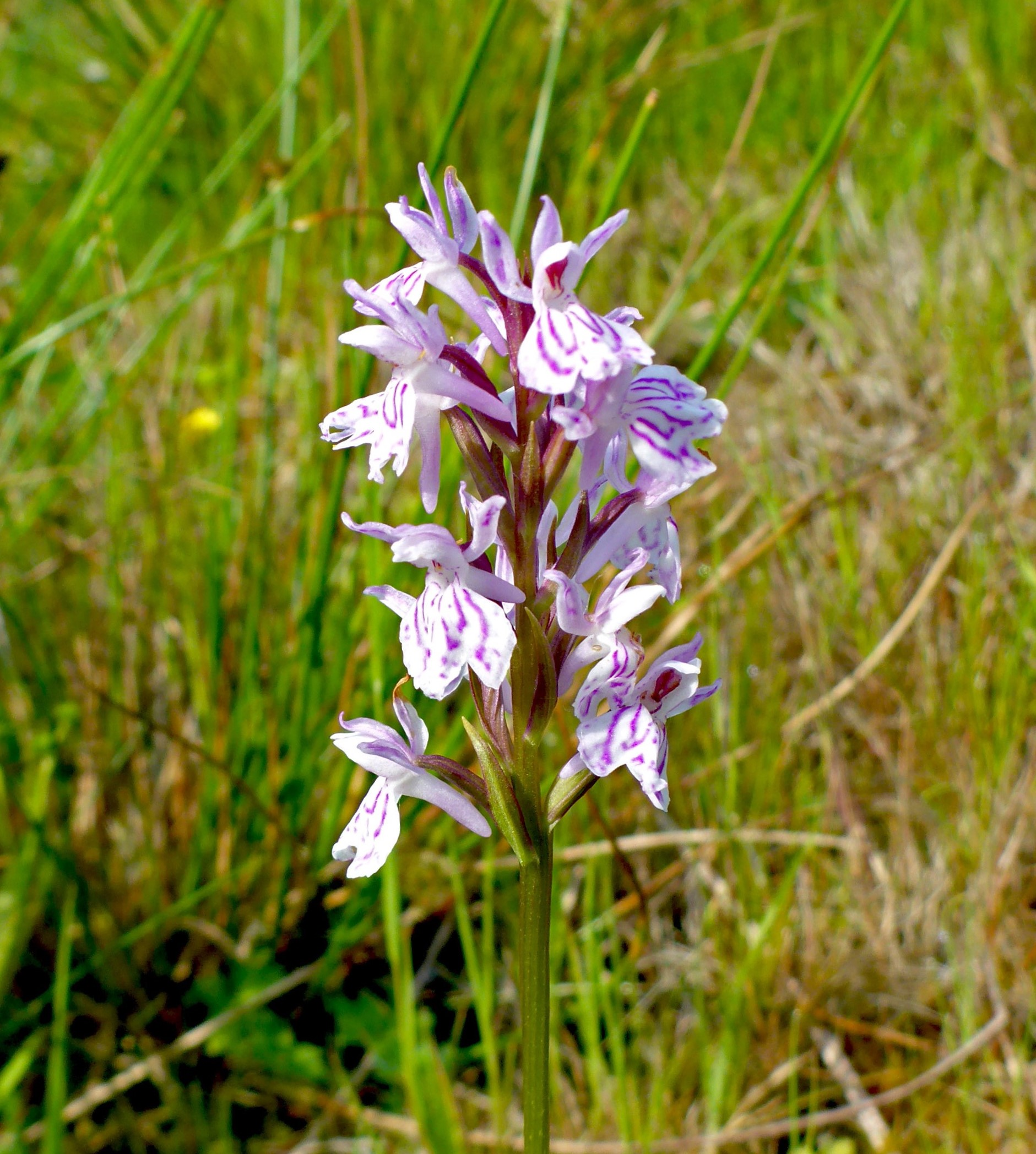
Geflecktes Knabenkraut (Dactylorhiza maculata)
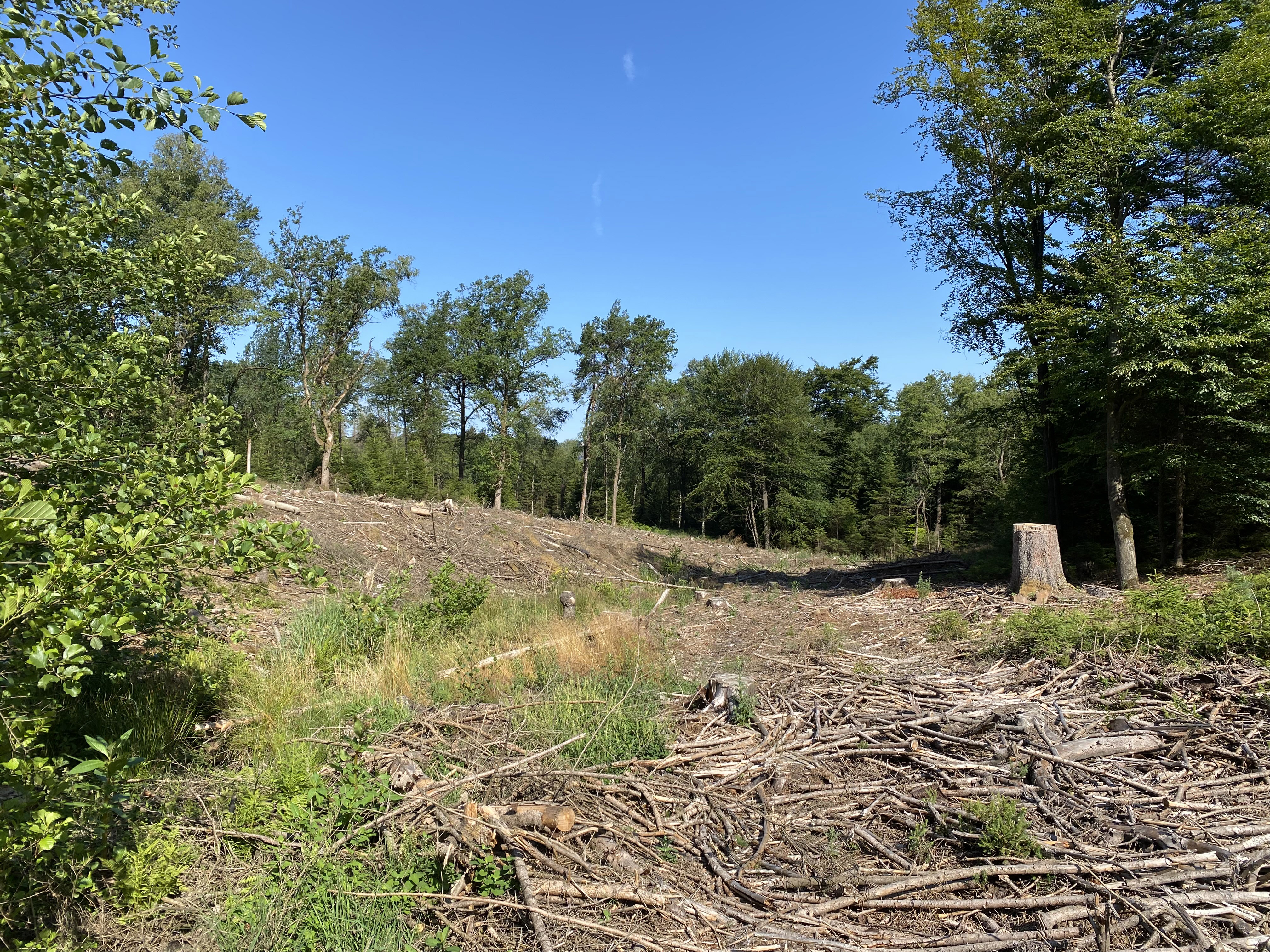
Gerodeter Hang am Langholzer Siepen
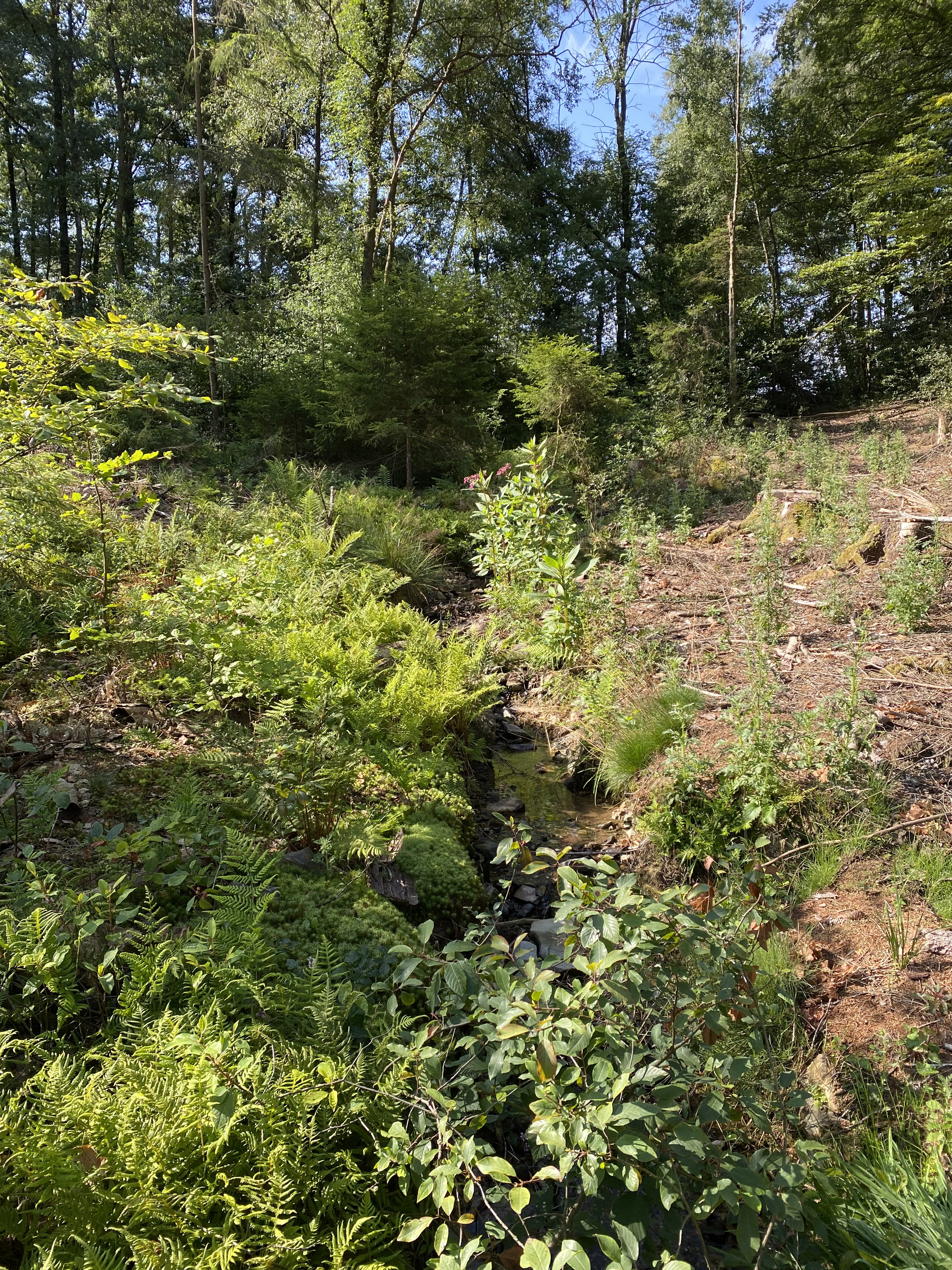
Langholzer Siepen
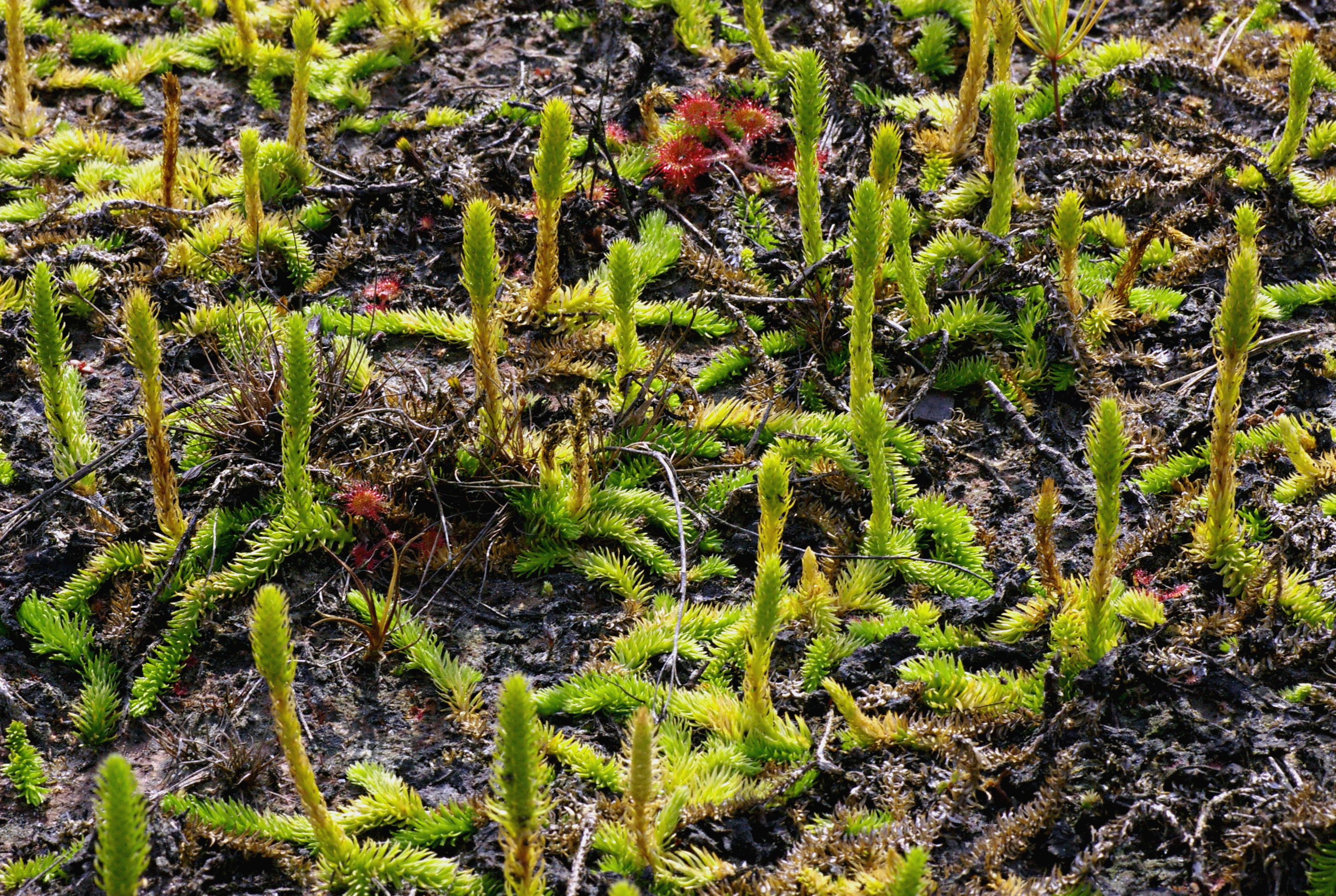
Sumpf-Bärlapp (Lycopodiella inundata) und Rundblättriger Sonnentau
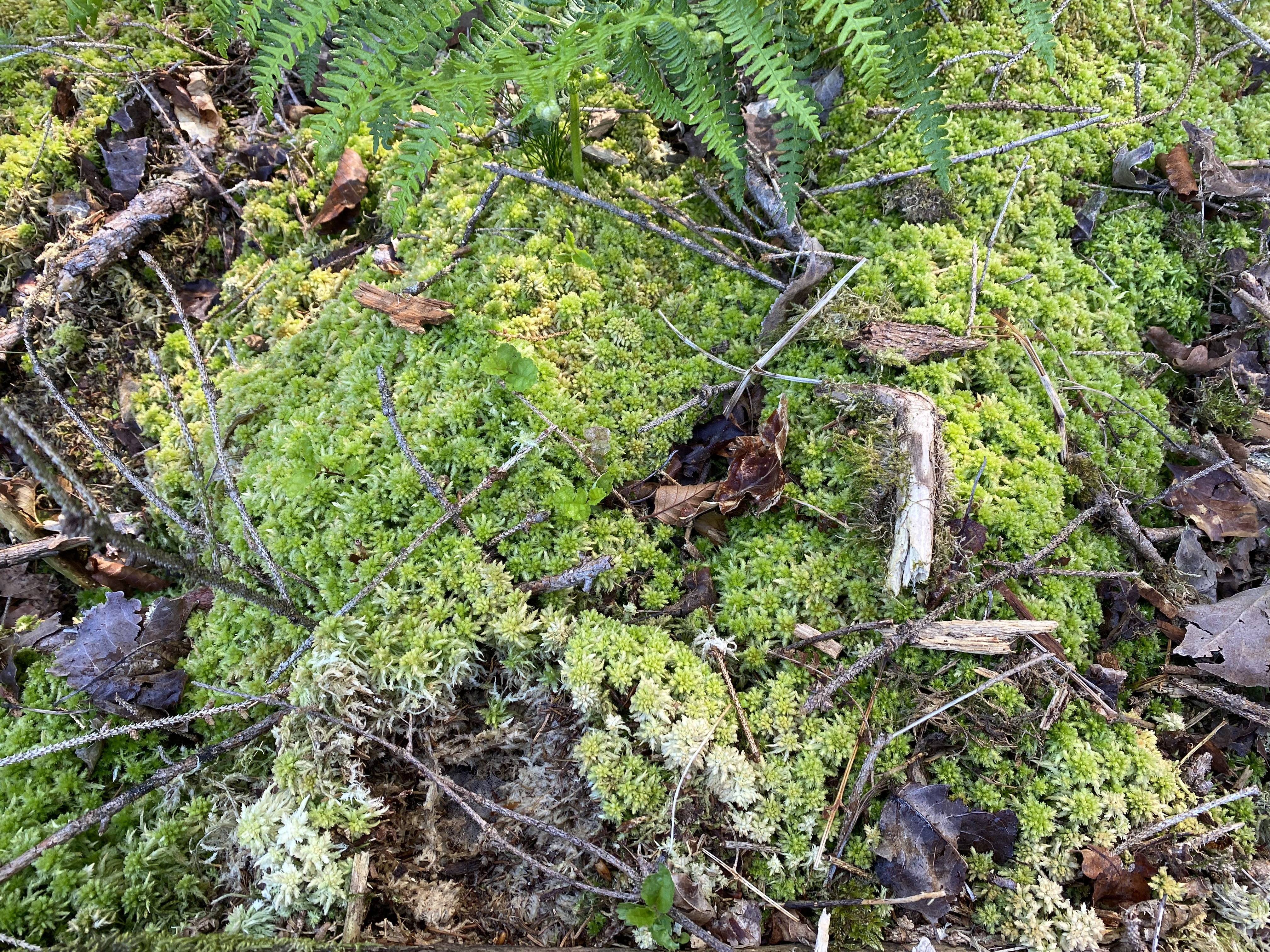
Torfmoose im NSG
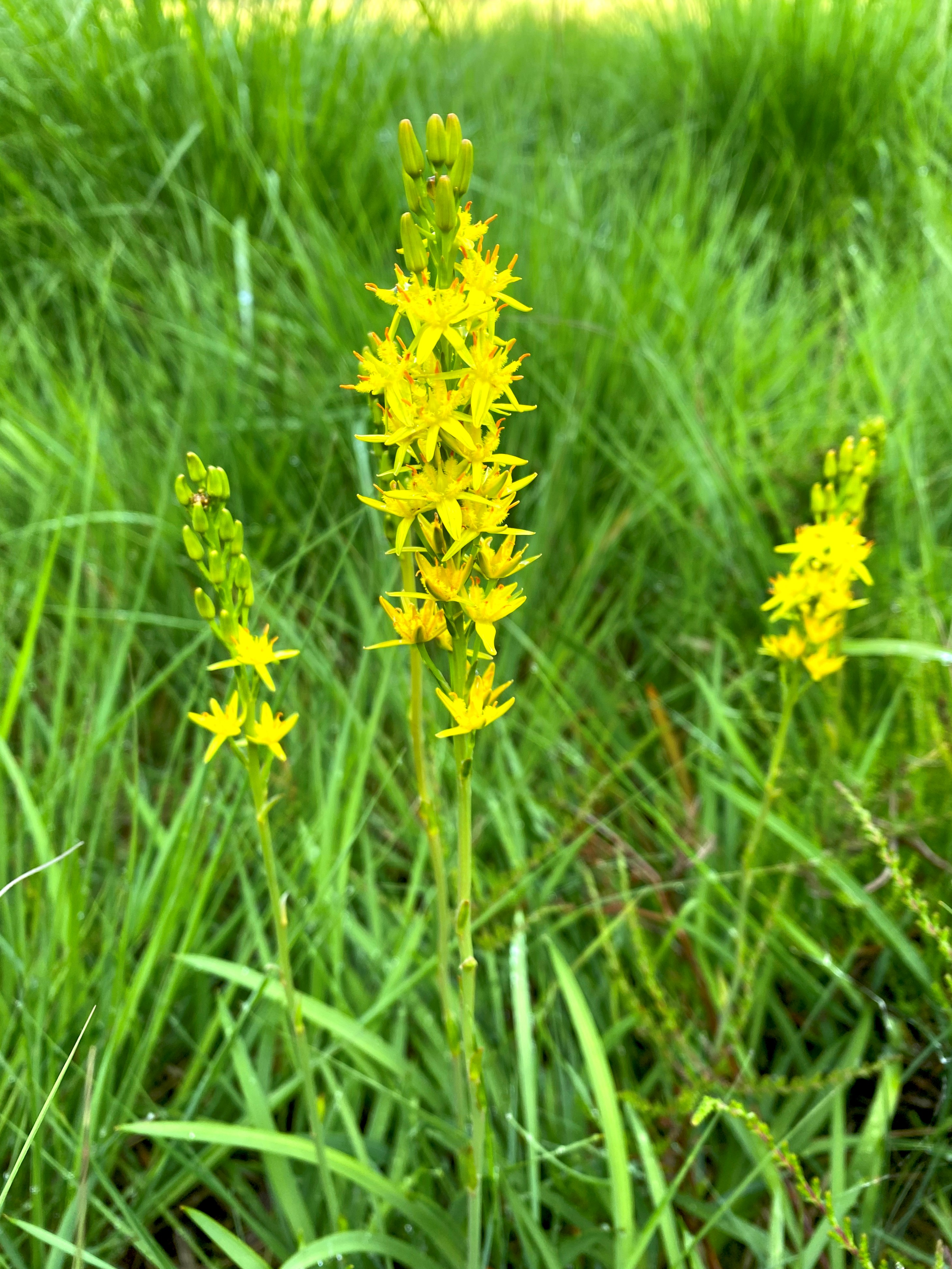
Moorlilie (Narthecium ossifragum)
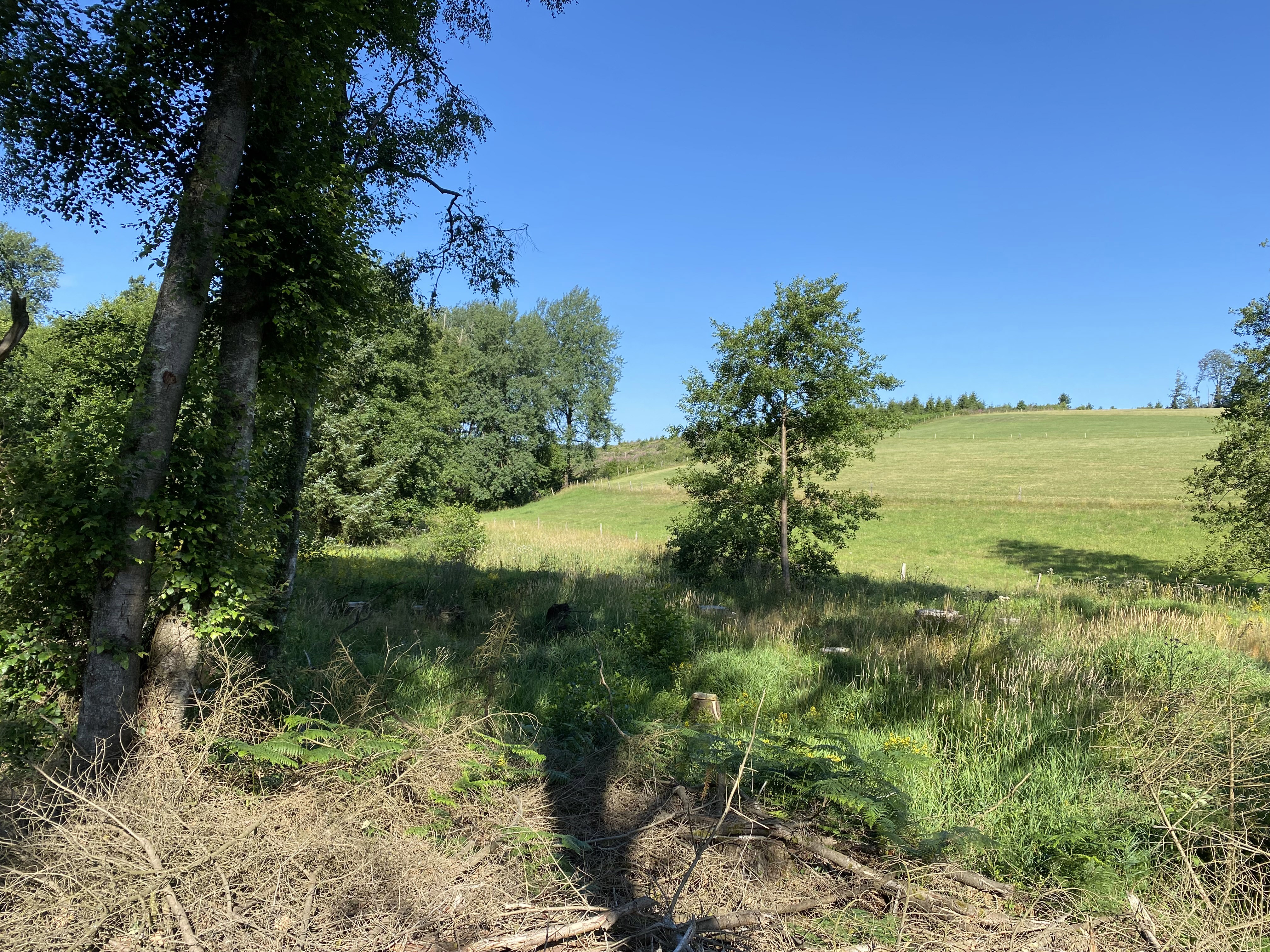
Bachtal der Hönnige im NSG
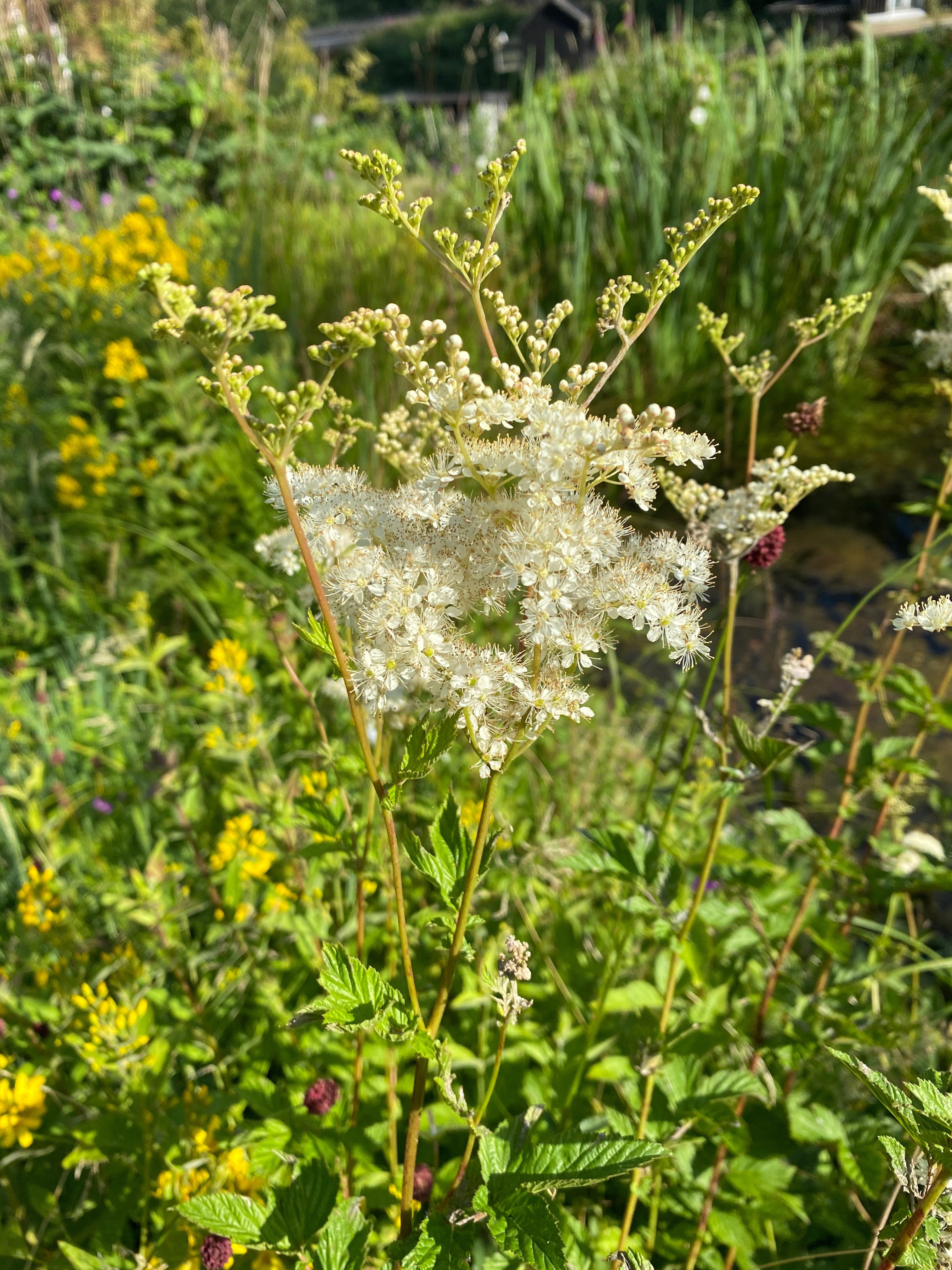
Echtes Mädesüß (Filipendula ulmaria)